# Requiem per un gringo
Requiem per un gringo (Réquiem para el gringo) è un film del 1968, diretto da  José Luis Merino.

## Trama
Ross Logan, proprietario di una fattoria, subisce una tentata razzia di cavalli da parte di una banda di criminali. I criminali gli uccidono il fratello Dan scatenando una reazione violenta di Ross.